# Ribera d'Ebre
La Ribera d'Ebre és una comarca catalana, a les Terres de l'Ebre, i que s'estén a banda i banda del riu Ebre entre l'embassament de Riba-roja i Miravet. Pertany a la província de Tarragona i la seva capital és Móra d'Ebre.
Limita al nord amb el Segrià i les Garrigues, a l'est amb el Priorat i el Baix Camp, al sud amb el Baix Ebre i a l'oest amb la Terra Alta i la Matarranya.

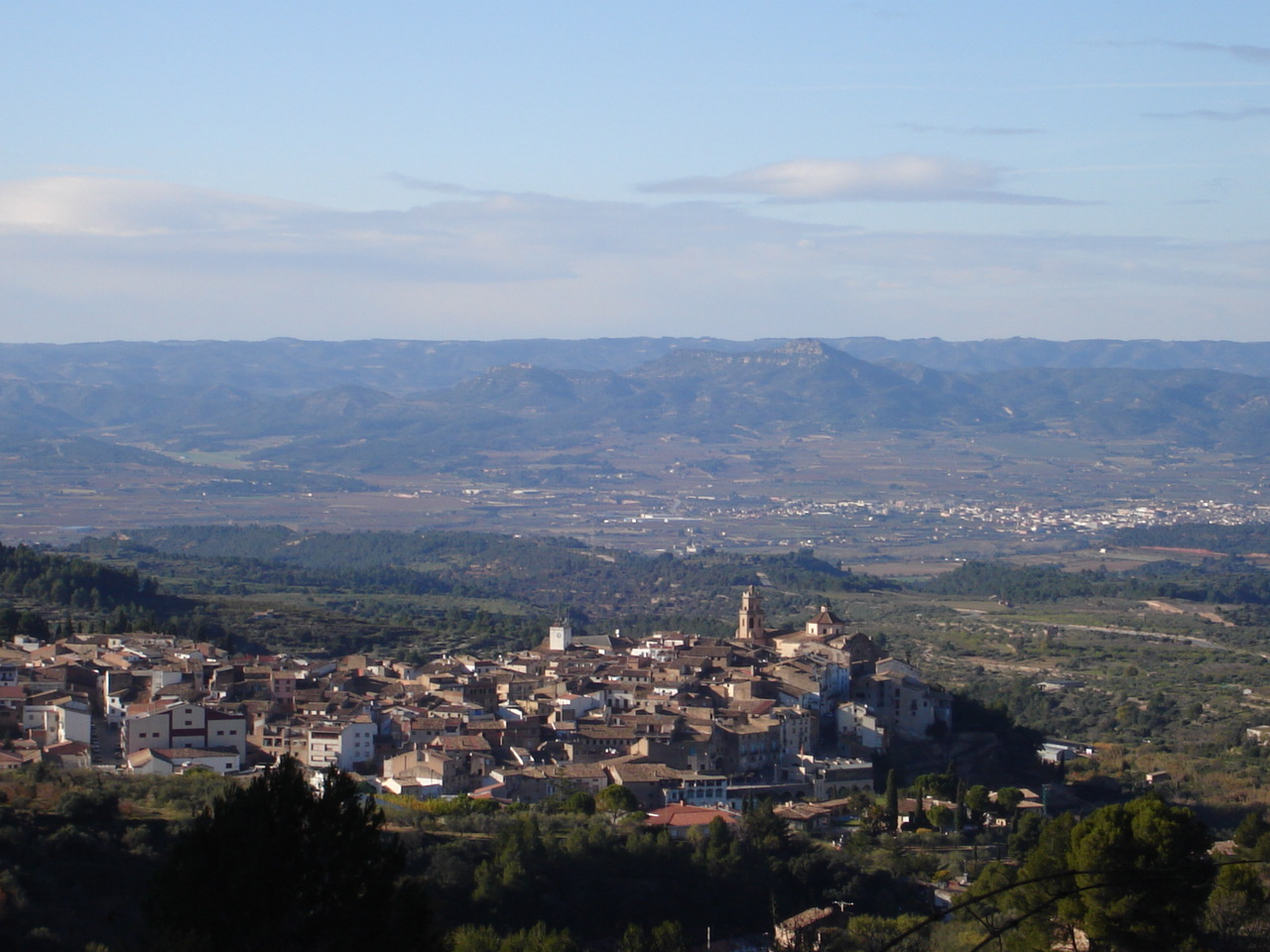
Tivissa

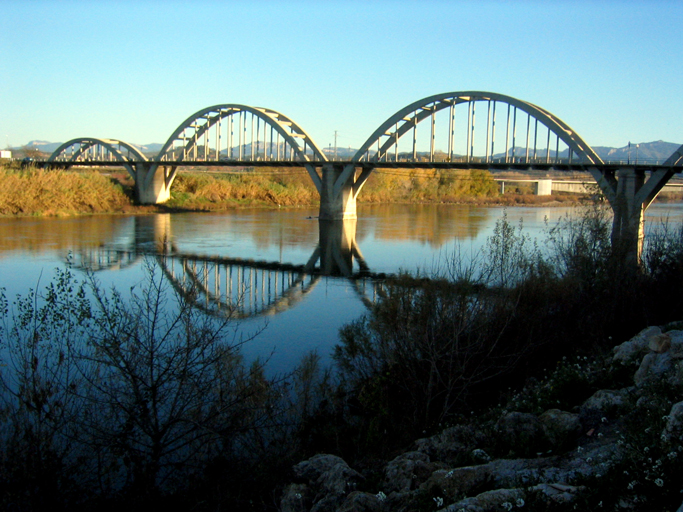
Pont sobre l'Ebre a Móra d'Ebre

| Municipi                | Habitants (2019) |
| ----------------------- | ---------------- |
| Ascó                    | 1.660            |
| Benissanet              | 1.161            |
| Flix                    | 3.408            |
| Garcia                  | 527              |
| Ginestar                | 753              |
| Miravet                 | 691              |
| Móra d'Ebre             | 5.690            |
| Móra la Nova            | 3.087            |
| Palma d'Ebre, la        | 340              |
| Rasquera                | 781              |
| Riba-roja d'Ebre        | 1.126            |
| Tivissa                 | 1.602            |
| Torre de l'Espanyol, la | 611              |
| Vinebre                 | 428              |
| Font: Idescat           |                  |

## Clima
El clima a la Ribera d'Ebre és Mediterrani Litoral o Prelitoral Sud a la part meridional de la comarca i Mediterrani Continental Sec a la part septentrional. La distribució de la precipitació és irregular i amb un total anual escàs, sent una mica més abundant al sud (sud del Pas de l'Ase). L'estació més plujosa és la tardor i la menys plujosa l'estiu, amb un període àrid que comprèn els tres mesos. El règim tèrmic es caracteritza per estius calorosos i hiverns moderats més acusats a mesura que es puja en altura, excepte durant els freqüents episodis d'inversió tèrmica. El període lliure de glaçades comprèn els mesos de maig fins a octubre. Si bé són remarcables les abundants boires a l'hivern al voltant del riu Ebre.

## Demografia
| 1497 f | 1515 f | 1553 f | 1717  | 1787  | 1857   | 1877   | 1887   | 1900   | 1910   |
| ------ | ------ | ------ | ----- | ----- | ------ | ------ | ------ | ------ | ------ |
| 1.001  | 1.098  | 1.215  | 4.672 | 5.216 | 25.687 | 26.753 | 27.628 | 29.891 | 29.321 |

| 1920   | 1930   | 1940   | 1950   | 1960   | 1970   | 1981   | 1990   | 1992   | 1994   |
| ------ | ------ | ------ | ------ | ------ | ------ | ------ | ------ | ------ | ------ |
| 30.349 | 27.362 | 24.420 | 26.050 | 27.647 | 24.774 | 25.125 | 23.397 | 22.994 | 22.994 |

| 1996   | 1998   | 2000   | 2002   | 2004   | 2006   | 2008   | 2010   | 2012   | 2014   |
| ------ | ------ | ------ | ------ | ------ | ------ | ------ | ------ | ------ | ------ |
| 22.442 | 22.265 | 21.993 | 22.151 | 22.632 | 23.046 | 23.844 | 24.082 | 23.867 | 22.925 |

| 2016   | 2018   | 2020 | 2022 | 2024   | 2026 | 2028 | 2030 | 2032 | 2034 |
| ------ | ------ | ---- | ---- | ------ | ---- | ---- | ---- | ---- | ---- |
| 22.471 | 21.964 | -    | -    | 22.125 | -    | -    | -    | -    | -    |

## Política i govern

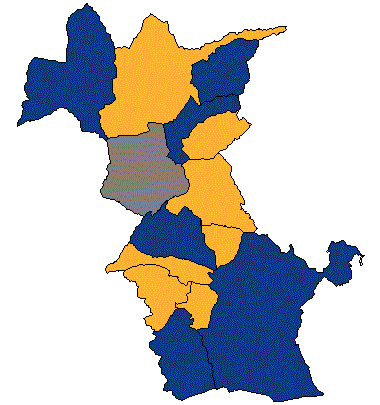
Mapa dels municipis de la comarca segons les alcaldies obtingudes segons les eleccions municipals de 2015.

| ERC-AM                   |
| CiU                      |
| PSC-CP                   |
| Partit Popular Català    |
| ICV-EUiA-EPM             |
| CUP-PA                   |
| ------------------------ |
| independents-FIC         |
| confluències d'esquerres |
| RCAT                     |
| MES                      |

## Informe Roca
El Parlament de Catalunya va encarregar la revisió del mapa territorial a una comissió d'experts presidida per Miquel Roca amb la presència de quatre geògrafs. El gener del 2001 es va presentar l'Informe sobre la revisió del model d'organització territorial de Catalunya, conegut com l'Informe Roca. Aquest informe proposa diversos canvis per a la Ribera d'Ebre, que se situaria dins la vegueria de les Terres de l'Ebre.
- Agregacions municipals per no arribar a 250 habitants:
  - Agregació de Margalef a la Bisbal de Falset, i canvi de nom del municipi resultant per La Bisbal i Margalef.
- Municipis d'altres comarques a la Ribera d'Ebre:
  - Margalef i la Bisbal de Falset, del Priorat.